# Vanilla barbellata
Vanilla barbellata är en orkidéart som beskrevs av Heinrich Gustav Reichenbach. Vanilla barbellata ingår i släktet Vanilla och familjen orkidéer. Inga underarter finns listade i Catalogue of Life.